# Boss DS-1

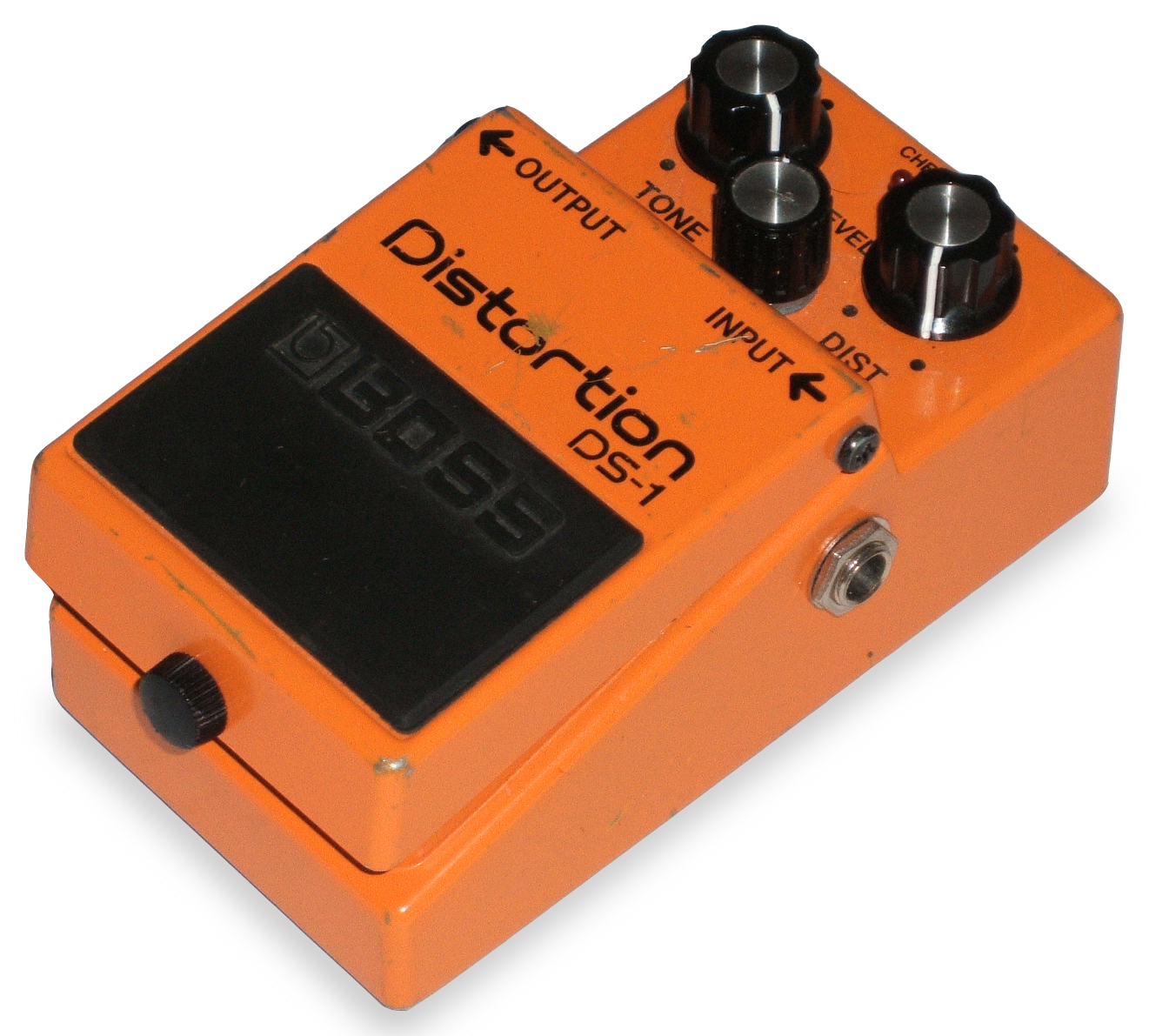
Il pedale Boss DS-1

Il Boss DS-1 è un pedale distorsore di tipo analogico per chitarra elettrica e tastiera. Il suo suono ha influenzato molti generi musicali, tra cui l'Heavy Metal ed il Punk. Questo pedale è stato prodotto e venduto per la prima volta nel 1977 dalla marca giapponese Boss. Prima di quest'ultimo, gli altri distorsori erano abbastanza rumorosi ed avevano un audio poco definito laddove c'era un guadagno elevato.

## La Storia
Il Boss DS-1 nasce dalla mente degli ingegneri della Boss nel 1977. All'epoca della sua uscita, sul mercato si trovavano overdrive molto morbidi poiché pensati per generi come il rock classico, il soft rock ed il blues, che non richiedevano distorsioni eccessivamente forti. Quando si provava a spingere molto la distorsione di questi pedali, si avevano fastidiosi disturbi del segnale e suoni poco definiti. Allora la Boss, che a quell'epoca aveva venduto già altri 6 tipi di pedali, per far fronte alla nascita di generi come il Punk, creò un pedale che potesse combattere questi problemi. 
Il Boss DS-1 si rivelò presto un successo commerciale ed influenzò i suoni di molti generi. Nel 1998 questo pedale raggiunse le 6 milioni di unità vendute e la Boss, per celebrare questo traguardo, creò una variante nera con una scritta celebrativa. Oggigiorno questi pedali, molto rari poiché la Boss ne produsse pochissimi, hanno un prezzo che si aggira attorno ai 7.000 dollari americani. Nel 2017 circa la Boss produce la versione "40º anniversario" del DS-1 e di altri suoi pedali storici usciti in quell'anno (o comunque in quell'epoca) per celebrare i loro 40 anni di storia.

## Il Suono
Il Boss DS-1 ha un tipo di distorsione che, secondo alcuni, è una via di mezzo tra l'overdrive leggero di un overdrive blues e la distorsione molto forte del NU metal. Il suo circuito, di tipo analogico, ha un guadagno molto veloce e di conseguenza un suono definito su tutti i tipi di distorsione. Il suono è molto caldo e dettagliato anche quando lo si spinge al massimo: Basti pensare che si possono sentire tutte le sfumature di un particolare suono anche se il pedale è usato per suonare generi come l'Heavy Metal. Possiede un controllo "tone", un controllo "dist" ed un controllo "level", che rendono il suono modellabile in base ai propri gusti.